# Matsyendranath
Matsyendranath est un gourou de l'hindouisme ayant vécu aux alentours du Xe siècle en Inde. Il est connu pour avoir créé plusieurs courants spécifiques dans cette religion dont le Hatha Yoga avec Gorakhnath. Matsyendranath aurait reçu ses enseignements directement de Shiva.